# Eilandsbrug (Amsterdam)
De Eilandsbrug was een brug in Amsterdam-Centrum.
Ze vormde de verbinding tussen het Bickerseiland en de Haarlemmer Houttuinen. Ze overspande daarbij de Eilandsgracht. De Eilandsgracht scheidde de Westelijke Eilanden van het vasteland van Amsterdam. 
De Eilandsbrug dateert al vanaf het begin van de aanleg van die eilanden, die plaats vond tussen 1599 (Pieter Bast tekende ze nog niet op een plattegrond) en 1625 (Balthasar Florisz. van Berckenrode tekende ze wel). De brug was overigens nog niet in de planning opgenomen van Lucas Jansz Sinck uit 1610, waarop eigenlijk alleen de Eenhoornsluis is ingetekend. Die derde uitleg vond plaats in de periode 1610 tot 1615. Op de kaart van Van Berckenrode is er op het Bickerseiland nog geen enkel bouwwerk te zien. Een bijgewerkte kaart uit 1647 laat zien dat er flink gebouwd werd; bijna het gehele eiland staat vol met panden en scheepswerfjes aan de oevers van het IJ (Westerdokseiland zou pas veel later aangelegd worden). De brug wordt omschreven in Beschrijvinge der stadt Amsterdam door Casparus Commelin uit 1693, als zijnde de plaats van de brandspuit voor de eilanden. Op kaarten tot en met die van Gerrit de Broen uit 1737 is steeds een oorgatbrug te zien; De Broen noemde de brug "Eylands Brug", de gracht "Eylands Graft" en de bijbehorende kade "Hout Tuynen". De oorgatbrug werd in het midden van de 19e eeuw vervangen. Op een prent van Gerrit Lamberts is namelijk nog de oorgatbrug te zien (datering 1815-1850), terwijl als Pieter Oosterhuis rond 1860 hier een foto neemt, er een dubbele houten ophaalbrug te zien is. Die brug werd in diezelfde periode vastgelegd door Jacob Olie, die hier aan de Zandhoek woonde. De brug is van het type wipbrug, dat heden ten dage nog te zien is in de vorm van de Sloterdijkerbrug, maar dan zonder de metalen steunen. Deze brug sneuvelt als er in de periode de jaren zeventig van de 19e eeuw als het boogviaduct wordt gebouwd tussen het Station Willemspoort en het noodstation Station Amsterdam Westerdok; er kwam een vaste brug voor in de plaats. Voor de aanleg was het noodzakelijk dat een deel van de Eilandsgracht gedempt werd. Rond 1920 kon ook die brug weg, de Eilandsgracht tussen de Teertuinen en het Bickerseiland werd toen geheel gedempt. De Eilandskerk, bijna levensgezel van de brug, zou het nog tot 1950 uithouden. 
De brug droeg nummer 312 zoals op de foto van Jacob Olie te zien is; dit nummer werd later hergebruikt voor een brug in de Stoombootweg in Amsterdam-Noord.

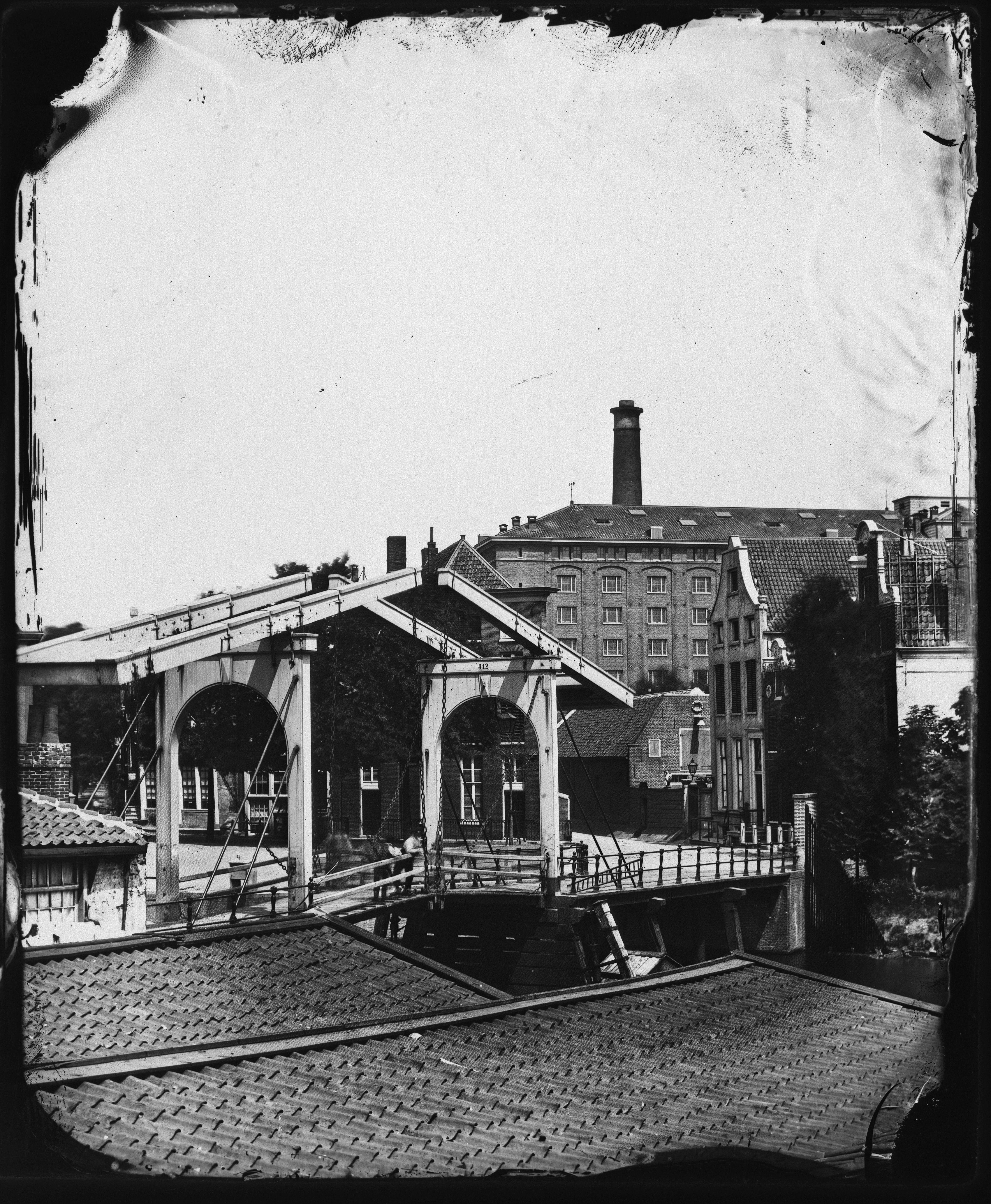
De dubbele ophaalbrug volgens Jacob Olie in 1863/1864